# Сантар (Нелаш)
Сантар (порт. Santar) — район (фрегезия) в Португалии, входит в округ Визеу. Является составной частью муниципалитета Нелаш. Находится в составе крупной городской агломерации Большое Визеу. По старому административному делению входил в провинцию Бейра-Алта. Входит в экономико-статистический субрегион Дан-Лафойнш, который входит в Центральный регион. Население составляет 1156 человек на 2001 год. Занимает площадь 12,47 км².
Покровителем района считается Апостол Пётр (порт. São Pedro).

## Галерея

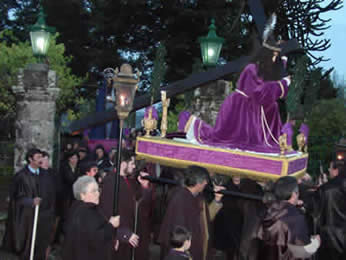
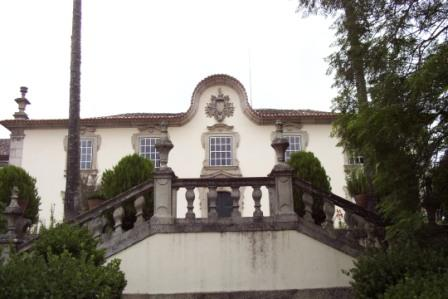